# Pershing Square Capital Management
Pershing Square Capital Management es una empresa de administración de fondos de cobertura estadounidense fundada y dirigida por Bill Ackman y con sede en Nueva York.

## Historia de la compañía

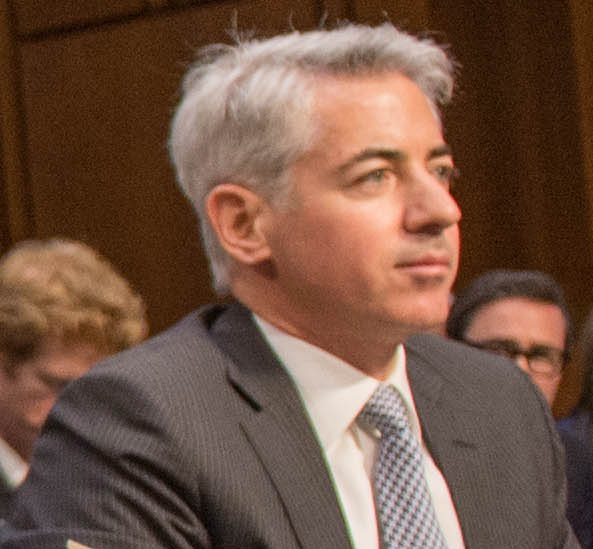
Bill Ackman

En 2004, con apenas $54 millones de sus fondos personales y de los de su socio anterior, Leucadia Nacional, Bill Ackman fundó Pershing Square Capital Management. Bill Ackman era conocido por su gestión de fondos tradicionales.
Muy pronto Pershing se dio a conocer en polémicas campañas contra McDonald's y Wendy's. En 2005, Pershing compró una participación significativa en la cadena de alimentación Wendy's International y tras su venta a Tim Hortons consiguió importantes plusvalías. En diciembre de 2007, Pershing adquirió una participación del 10% en Target Corporation, valorada en $4.200 millones, operación realizada a través de acciones y derivados. En diciembre de 2010, sus fondos adquirieron un 38% de participación en Borders Group. Ese mismo mes, Ackman anunció la financiación de buyout de Barnes & Noble por $900 millones de dólares.
En enero de 2009, el fondo reveló que poseía un 7.4% de General Growth Properties (GGP), según los documentos de la SEC, convirtiéndose en el segundo accionista, por detrás de Brookfield Asset Management.

## Cronología reciente
- 2010 Pershing hizo público que había comprado una parte importante de JC Penney y Canadian Pacific Railway.[14] En noviembre de 2010, Pershing Square ayudó a la compañía emergente Chapter 11 como protección ante una posible bancarrota.[15]

- 2012 En julio, Ackman reconoció a CNBC que haya adquirido un 1% de Procter & Gamble por aproximadamente $1.800 millones.[16] En agosto de 2012, Pershing anunció una participación del 7,7% en la compañía General Growth Properties.[17] En diciembre de 2012, Ackman anunció que la empresa había hecho una inversión corta de $1 000 millones contra Herbalife, un fabricante de productos dietéticos, de pérdida de peso y suplementos vitamínicos, que posee un esquema de los llamados "de pirámide".[18] Después de que el inversor Carl Icahn comprara una participación en la compañía en enero de 2013, el precio de participación aumentó casi un 13% y la inversión fue vista por muchos analistas como la peor inversión hecha por la empresa.[19] Después de una persistente campaña política y de base financiada por Ackman y la empresa, la Comisión de Comercio Federal inició una investigación civil a Herbalife, causando la caída de su valor accionario lo suficiente que, para marzo de 2014, Pershing Square fue casi incluso sobre su apuesta.[20][21][19] En abril de 2014, Reuters informó de que, según sus fuentes, el FBI estaba llevando a cabo una investigación sobre Herbalife. Los agentes también estaban revisando los documentos obtenidos a partir de los últimos cambios accionarios de la empresa.[22]
- 2014 En junio, Pershing Square fue el soporte institucional más grande de las acciones de la plataforma Specialty Products Corporation (NYSE: PAH), con una participación del 24,28% (NYSE: PAHPAH).[23]  Pershing reconoció la tenencia de acciones por primera vez en enero de 2014, poco después de que la plataforma debutara en la Bolsa de Nueva York.[24][25][26][27] Posteriormente, en abril de 2014, la plataforma anunció un acuerdo para adquirir el negocio de agroquímicos de Chemtura, por aproximadamente $ 1 000 millones. Agriphar, otra empresa agroquímica, fue adquirida en agosto de 2014, con la finalidad de convertirse en la tercera empresa aqroquímica de la plataforma.[28][29] En abril de 2014, Ackman volvió a invertir parte de sus fondos en la plataforma Specialty Products Corporation.[30][31][32][33]